# Тимо (Бамберг)
Тимо (на немски: Timo; Timo von Heroldsbach; † 15 октомври или 25 октомври 1201, Бамберг) е епископ на Бамберг (1196 – 1201).

## Произход и управление
Тимо е от род фон Херолдсбах от Горна Франкония. Той е катедрален пробст и на 7 август 1196 г. е избран за епископ на Бамберг, след смъртта на Ото VI фон Андекс († 2 май 1196). Помазан е през зимата 1196/1197 г. от папа Целестин III.
В конфликта за трона след смъртта на Хайнрих VI († 1197) Тимо е заедно с множеството немски князе на страната на Филип Швабски от династията Хоенщауфен. Той продължава да е на страната на тази линия, когато папа Инокентий III фаворизира Ото IV от династията Велфи.
Куно съдейства за обявяването на 29 март 1200 г. за Светица на императрица Кунигунда Люксембургска, съпругата на император Хайнрих II. След една година на 9 септември 1201 г. тя е преместена до нейния съпруг в катедралата на Бамберг. Присъстват Филип Швабски (1198 – 1208), съпругата му Ирина и други висши светски и духовни лица. Тимо умира след няколко седмици на 15 октомври или 25 октомври 1201 г. в Бамберг. Погребан е заедно с бамбергските епископи Еберхард I († 1040), Егилберт († 1146), Вулфинг фон Щубенберг († 1318) и Хайнрих II фон Щернберг († 1328) в каменен саркофаг, който днес се намира в южната стена на криптата на Бамбергската катедрала.
Новият епископ на Бамберг става Конрад фон Ергерсхайм (упр. 1202 – 1203).